# Pro-Football-Reference.com
Pro-Football-Reference.com é uma website pertencente a Sports Reference LLC. A website recolhe estatística abrangentes sobre o futebol americano. É uma das únicas websites que fornece informações sobre os jogadores ativos e aposentados. Atualmente, a website é mantida pela Sports Reference LLC e Fantasy Sports Ventures mantém uma participação minoritária na organização. A website tem sido usado como fonte fiável de informações por editoras como a Bloomberg Businessweek, Forbes, New York Times e ESPN.
A empresa também publica websites de estatísticas semelhantes para basquetebol, beisebol e hóquei.